# Love, Death & Dancing
Love, Death & Dancing è il secondo album in studio del cantante britannico Jack Garratt, pubblicato nel 2020.

## Tracce
CD/Vinile
1. Return Them to the One – 4:25
2. Get in My Way – 3:41
3. Better – 4:13
4. Doctor Please – 4:59
5. Mend a Heart – 4:21
6. Anyone – 5:23
7. Mara – 6:02
8. Circles – 3:46
9. Time – 5:37
10. She Will Lay My Body on the Stone – 4:24
11. Old Enough – 3:50
12. Only the Bravest – 6:59

Streaming
1. Time – 5:37
2. Mara – 6:02
3. Return Them to the One – 4:25
4. Better – 4:13
5. Get in My Way – 3:41
6. Mend a Heart – 4:21
7. Circles – 3:46
8. Anyone – 5:23
9. Doctor Please – 4:59
10. She Will Lay My Body on the Stone – 4:24
11. Old Enough – 3:50
12. Only the Bravest – 6:59